# Dothidotthia celtidis
Dothidotthia celtidis är en svampart som först beskrevs av Ellis & Everh., och fick sitt nu gällande namn av M.E. Barr 1989. Dothidotthia celtidis ingår i släktet Dothidotthia och familjen Dothidotthiaceae.   Inga underarter finns listade i Catalogue of Life.